# Dálmata (perro)
El dálmata es una raza de perro que debe su nombre a la histórica región de Dalmacia, en la costa oriental del mar Adriático. Su característica principal es su singular pelaje moteado de color negro, hígado o limón. Al nacer, las crías carecen de manchas, las cuales van apareciendo por todo su cuerpo durante el primer año de vida. 
Acompañaba a los carruajes de caballos sirviendo como perro vigilante, por lo que es el perro tradicional de los bomberos y los establos. También se ha empleado como pastor y en ocupaciones relacionadas con las guerras. En el Reino Unido, durante el Período Regencia (1811-1820) se utilizó para hacer compañía a los carruajes de la aristocracia, ya que era un símbolo de estatus para la nobleza que un perro de este tipo corriera junto a los caballos que tiraban de su carruaje. A partir de la película 101 dálmatas de Disney, estrenada en 1961, su popularidad se incrementó.

## Historia

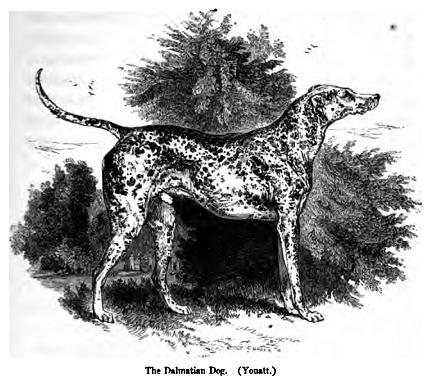
Un dálmata, publicado en 1859.

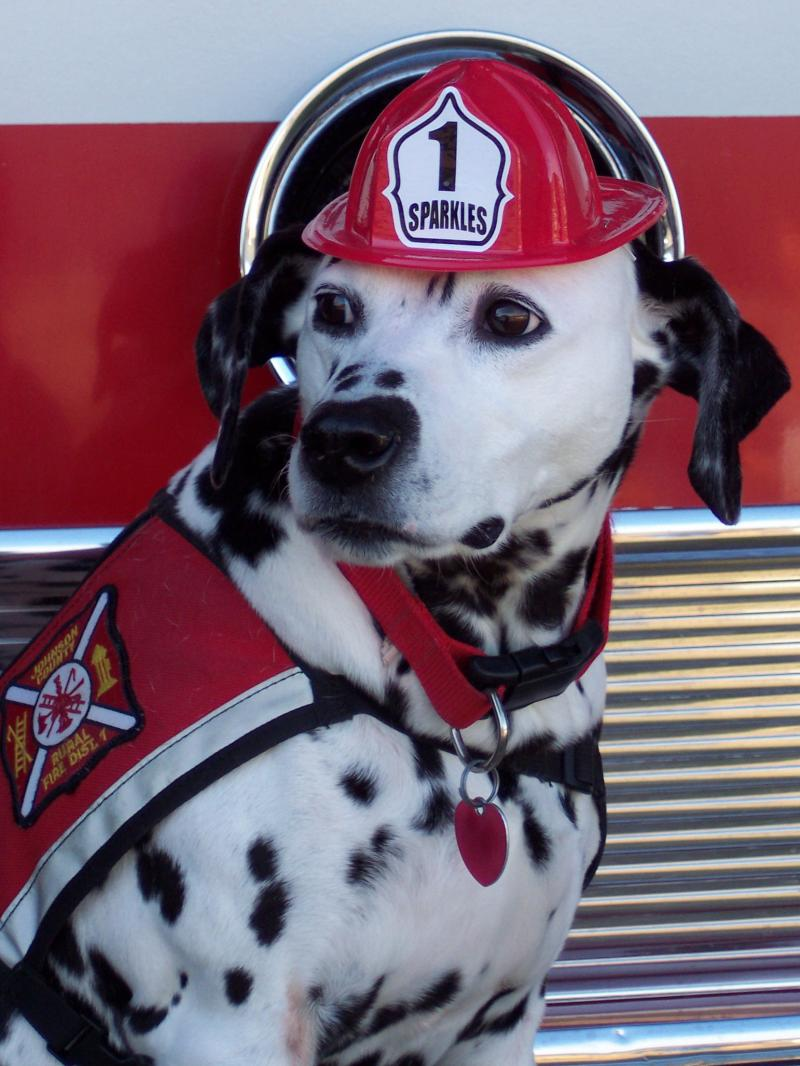
Los dálmatas son las mascotas tradicionales de los parques de bomberos.

La Federación Cinológica Internacional reconoce a Croacia como su país de origen, citando varias fuentes históricas.
Los primeros ejemplos del perro se han encontrado en Croacia: una pintura de un altar en Veli Lošinj que data de 1600-1630, y un fresco en Zaostrog. Las primeras descripciones documentadas del dálmata (en croata: pas Dalmatinski, Dalmatiner) se remontan a principios del siglo XVIII, y los archivos de la Arquidiócesis de Đakovo, donde el perro se mencionó y describió como Canis dalmaticus en las crónicas de la iglesia de 1719 por el obispo Petar Bakić, y luego otra vez por las crónicas de la iglesia de Andreas Keczkeméty en 1739. En 1771, Thomas Pennant describe en su libro «Synopsis of Quadrupeds», que el origen de la raza es Dalmacia, refiriéndose al perro como dálmata. El libro escrito por Thomas Bewick «A General History of Quadrupeds», publicado en 1790, se refiere a la raza como Dalmatian or Coach Dog.
El primer estándar no oficial de la raza fue introducida por un inglés, Vero Shaw, en 1882.En 1890, con la formación del primer Club del dálmata en Reino Unido el estándar se convirtió en oficial.Cuando el perro con marcas distintivas fue mostrado por primera vez en Inglaterra en 1862, se decía que había sido utilizado como perro guardián y de compañía por los nómadas de Dalmacia. El manto único de la raza se hizo popular y ampliamente distribuido en Europa a partir de 1920. Sus marcas inusuales se mencionaban a menudo en los antiguos escritos sobre cinología.
Su papel más importante ha sido como perro de compañía y escolta para carruajes, lo que se refleja en su gran resistencia y su cuerpo atlético. Adicionalmente, su uso como escolta para carruajes de bomberos dio origen a su relación con este oficio, que se mantiene en la actualidad, siendo esta raza la utilizada tradicionalmente como mascota en las estaciones de bomberos.

## Características
Apariencia

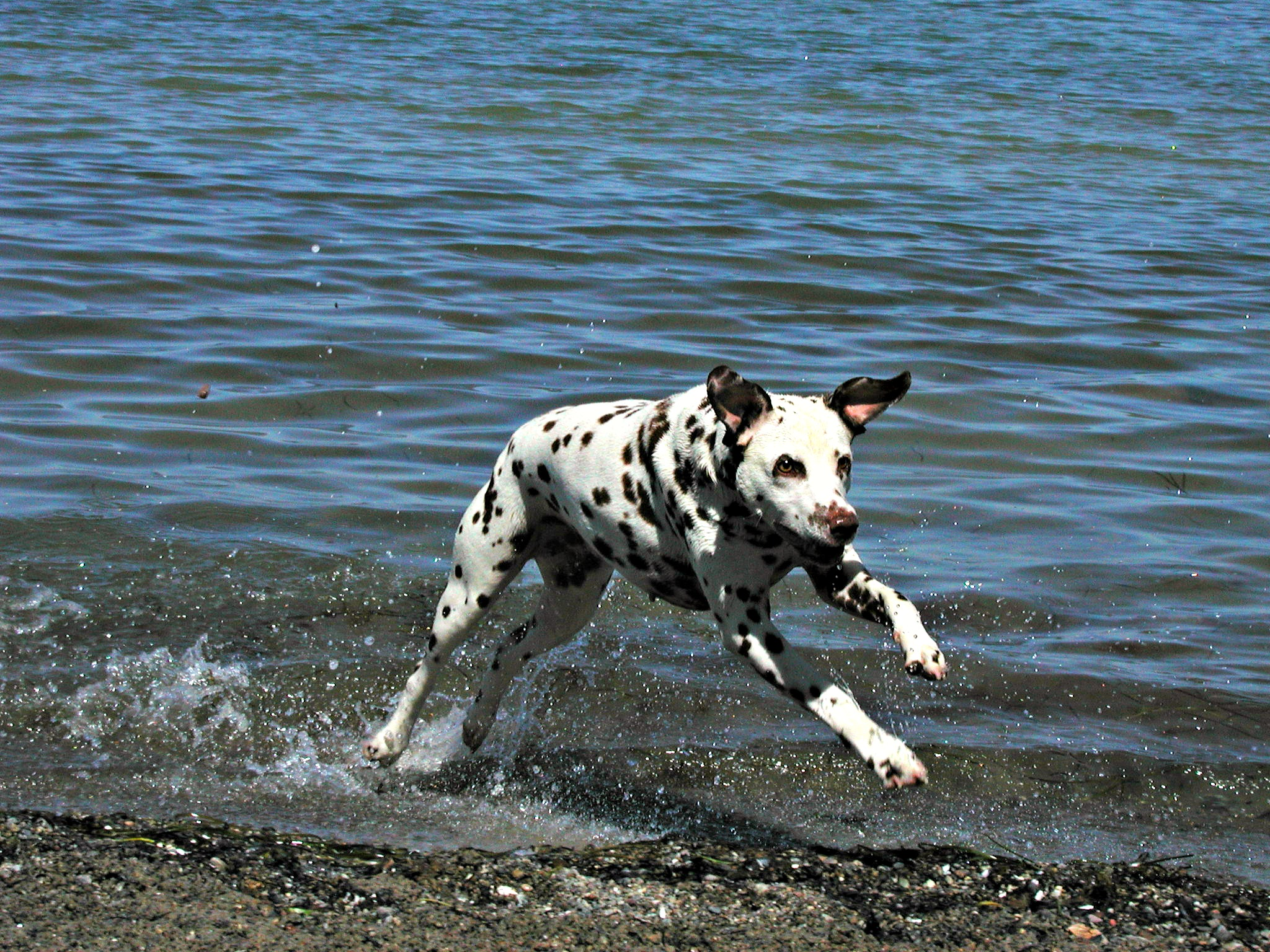
El dálmata es un perro activo que necesita ejercitarse regularmente

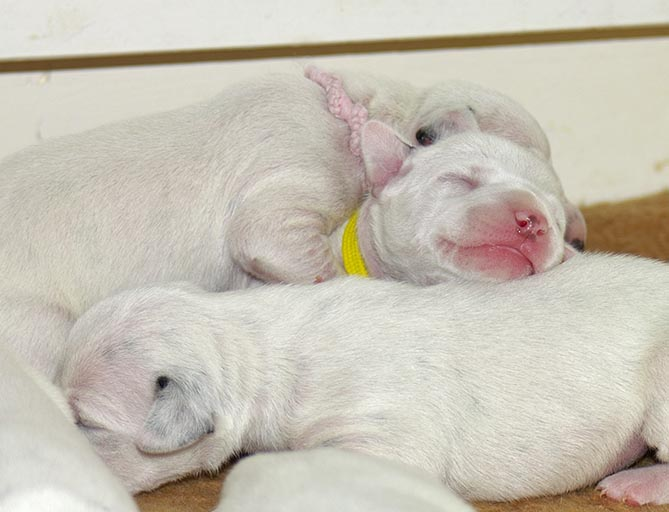
Los cachorros nacen sin manchas que aparecen poco a poco

Esta raza de perros está conformada por animales de buena musculatura, de tamaño mediano, con una gran resistencia; tiene un cuerpo similar al Pointer. Las patas son redondas con dedos bien arqueados y las uñas son blancas o del mismo color que las manchas. La trufa (nariz) es del mismo color que las manchas. Los ojos son pimentón oscuro o ámbar. Las orejas son blandas, afinándose hacia la punta; las llevan dobladas sobre sí mismas cayendo hacia delante. Cuanto mayor sea la definición de las manchas, equitativa su distribución y tamaño (manchas grandes en el lomo haciéndose más pequeñas hacia la ingle) más valorado será el perro.
Este es un perro bien equilibrado, distintivamente moteado, fuerte, musculoso y activo. De perfil simétrico, libre de tosquedad y pesadez de movimiento, como perro antiguo de coche es capaz de gran resistencia y buena velocidad.
Proporciones importantes
Longitud del cuerpo: altura a la cruz = 10: 9. La altura a la articulación del codo: 50% de la altura a la cruz. La altura de los corvejones: 20-25% de la altura a la cruz. Longitud de la cabeza: alrededor del 40% de la altura a la cruz. La longitud del cráneo: longitud del hocico = 1: 1.
Cabeza
La cabeza debe estar en proporción y armonía con el resto del cuerpo y no muy ancho en el área del cráneo. La longitud desde la protuberancia occipital hasta el tope y desde el tope hasta la punta de la nariz es igual a 1:1, o el hocico es ligeramente más corto. La línea superior del cráneo y la línea superior del hocico son ligeramente divergentes. El hueso de la mejilla no debe ser demasiado desarrollado. La cabeza debe estar completamente libre de arrugas.
Cola
Alcanza aproximadamente hasta el corvejón. Fuerte en su raíz, adelgazándose hacia la punta, libre de tosquedad. De inserción ni muy alta ni muy baja. En reposo cae con una ligera curva hacia arriba en el último tercio de la cola. En movimiento es llevada más alta, levemente más arriba que la línea superior, pero nunca llevada parada o enroscada. Puede ser o no ser moteada.
Manto

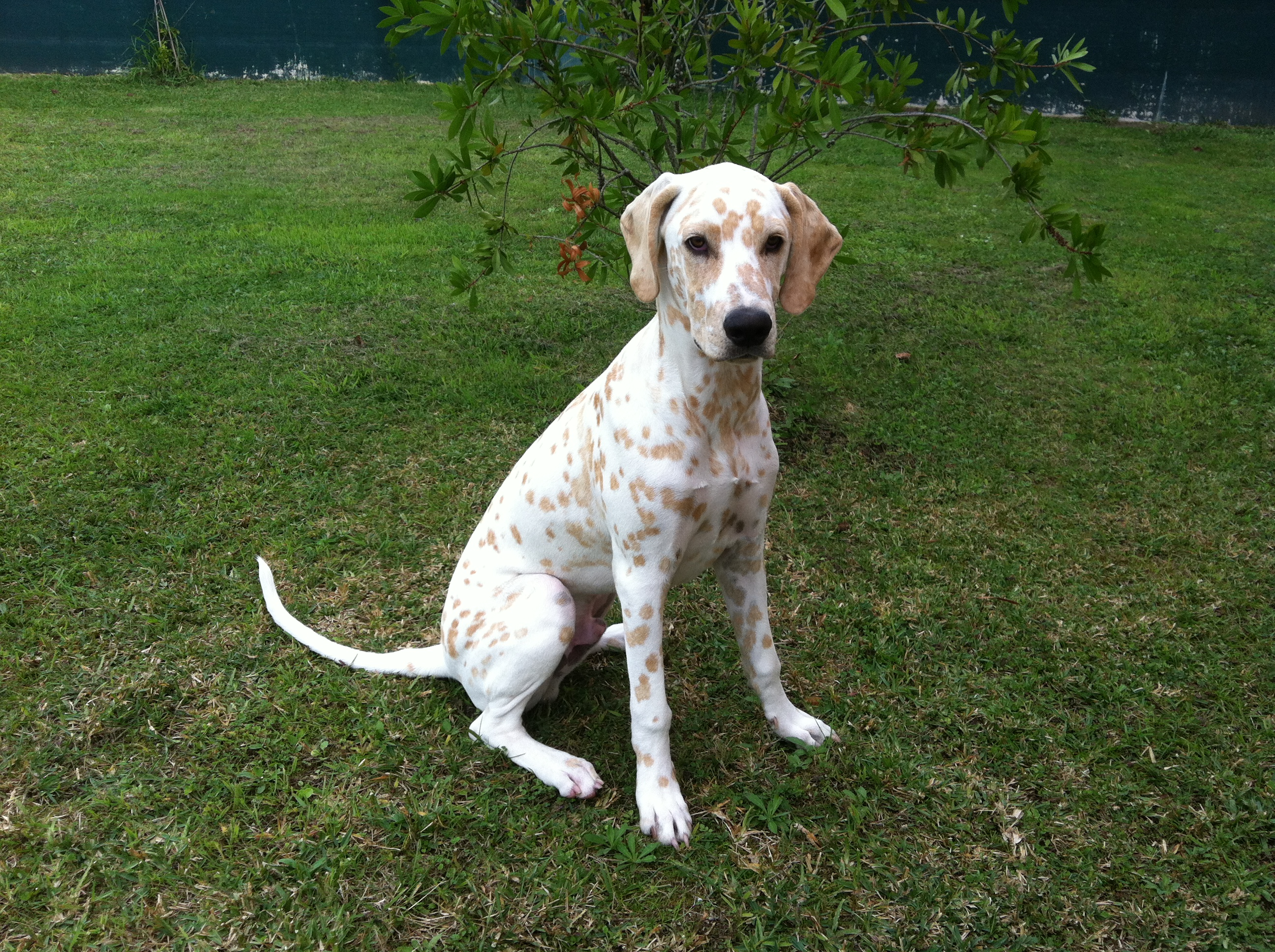
Dálmata Limón

El pelo es corto, brillante, duro y denso en todo el cuerpo.
Constantemente mudan el pelaje, a diferencia de otras razas que sólo lo hacen una vez al año. El color de fondo es blanco puro. La variedad moteada de negro tiene manchas negras y la variedad moteada de hígado tiene manchas de color marrón. En la variedad marrón, las manchas son un poco más pequeñas, de alrededor de 2 cm. Otras variedades, que en el mercado se consideran faltas, son: tricolor (moteado negro y marrón en el mismo perro), moteados atigrados, moteado color limón, moteado color naranja, moteado azul, y blanco puro sin moteado.

## Temperamento

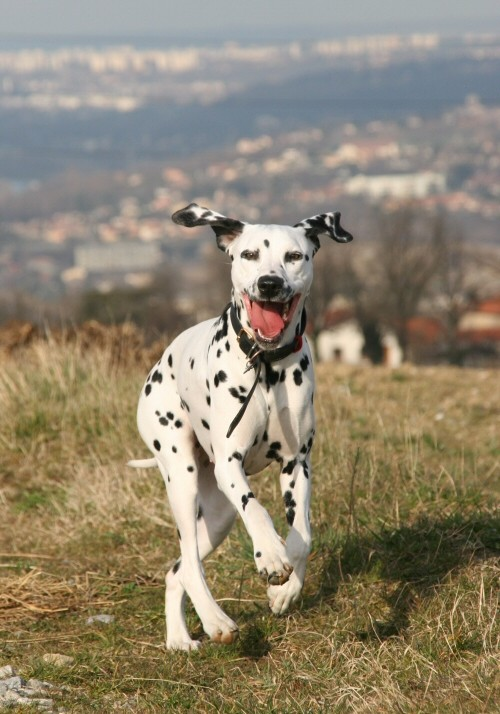
Dálmata corriendo

Debido a su historia como perros para acompañar carruajes, se trata de una raza que requiere actividad y ejercicio. Son veloces corredores con gran resistencia. En ambientes rurales, si se les deja rondar a sus anchas, es probable que den largos paseos. En un ambiente urbano esto es poco recomendable por lo que es mejor contener al animal. Su naturaleza energética y juguetona los hace excelentes compañeros para personas activas, aunque estos perros no son indicados para niños por ser algo toscos y enérgicos. Sin embargo, es esencial que el ejemplar esté correctamente socializado y entrenado en el trato de niños, y a los niños se les muestre la manera correcta de jugar con el animal; como casi cualquier perro, el dálmata es perfectamente capaz de lastimar a un niño, siendo un juego inocente, y en particular a niños muy pequeños a los que pueden accidentalmente golpear o tirar.
La soledad o falta de atención podría originar comportamientos destructivos o trastornos. Indicio de ello es morderse las patas, creándose lesiones serias, o excavar compulsivamente. Su sociabilidad con otras criaturas además de los humanos se inclina más hacia los caballos.
A nivel inteligencia, el dálmata ocupó el puesto 39 en la clasificación de Stanley Coren acerca de la inteligencia de los perros.
En su comportamiento es un perro aparentemente independiente y sereno, sin embargo, suele ser naturalmente reservado y de temperamento territorial con un carácter energético —y difícil de manejar para los dueños primerizos o sin previo conocimiento de la raza—, lo cual podría ser utilizado para entrenarlo como un perro de protección, o de rastro y muestra.

## Salud
Un rasgo de origen genético propio de la raza es su alta predisposición a la sordera. Alrededor del 10 por ciento de los cachorros pueden nacer con problemas de sordera total o parcial.
La hiperuricemia es común entre los dálmatas, por lo cual suelen ser considerados los únicos mamíferos uricotélicos. Son conocidos por su metabolismo uricotélico (en su orina excretan predominantemente ácido úrico como producto de desecho del metabolismo nitrogenado; el resto de mamíferos - incluido el resto de razas perrunas - son ureotélicos excretando predominantemente urea), que, desafortunadamente, puede conducir a la formación de cálculos renales y/o urinarios, especialmente en los ejemplares machos.
Los cálculos se pueden formar en cualquier parte del tracto urinario del perro, desde el riñón a la uretra, aunque la localización más frecuente es la vejiga. Los cálculos pueden causar una leve irritación en los casos leves, o puede parcialmente o incluso completamente bloquear el flujo de orina en casos graves, haciendo que la micción sea dolorosa y en algunos casos comprometiendo la calidad de vida del perro de forma permanente.
El resultado final es la necesidad de una dieta especializada para dálmatas que sea baja en purinas - pero no necesariamente baja en proteína. Un bajo contenido de purina y de alta calidad de la dieta puede ser beneficiosa tanto en la prevención y tratamiento de problemas de salud del tracto urinario.
Otras razas de perros con predisposición a la urolitiasis (el término clínico para cálculos cuestiones de salud) y cuestiones similares urinarios incluyen: Beagle, Bulldog, Basset Hound, Cocker Spaniel, Bichon Frise, Schnauzer Miniatura, Lhasa Apso, Caniche Miniatura, Schnauzer Miniatura, Yorkshire Terrier, Dachshund, Terranova, Terrier irlandés y Terrier escocés, y Setter irlandés.
Si bien la prevención de los cálculos urinarios es un problema de salud importante de comprender y controlar, mantener al perro sano y feliz requiere muy poco de un cuidado especial. Hay tres reglas que permiten al dálmata vivir una vida larga, saludable; libre de dolor y enfermedad:
- Una dieta baja en purinas
- Mucha agua
- Ejercicio regular

### Dieta saludable
La dieta es similar a los que se recomiendan para las personas que sufren de gota o cálculos renales. Una dieta natural de alta calidad, libre de aditivos artificiales y conservantes químicos es indispensable para mantener la vitalidad y el bienestar general del dálmata. Gracias a su metabolización única del ácido úrico y su propensión genética para la formación de cálculos urinarios, los dálmatas necesitan una dieta rica en proteína de alta calidad, pero baja en contenido de purinas. 
La dieta debe ser: baja en purinas (principalmente en proteínas de origen animal -que metabolizan en ácido úrico en el cuerpo), moderada en proteínas de alta calidad (y carente de fuentes de proteínas de calidad inferior), alta en hidratos de carbono complejos (cereales integrales, frutas y verduras bajas en purinas que ayudan al cuerpo a deshacerse del exceso de ácido úrico), baja en contenido de grasa, baja en rellenos innecesarios (que agregan pocos nutrientes y en su mayor parte tiene como resultado un mayor tamaño de heces), y baja en sal. Este equilibrio dietético ayuda a fomentar la orina alcalina y mantiene el ácido úrico bajo control.
Además, dado que algunos dálmatas son alérgicos a las harinas y granos diversos, tales como la soja, el maíz y el trigo, los alérgenos potenciales se deben tener en cuenta al planear la dieta. Suplementos nutricionales tales como: citrato de potasio (para la prevención de cristales de oxalato de calcio ) y bicarbonato sódico (para la prevención de cristales de cisteína ) también pueden ser recomendables para perros con antecedentes o genéticamente predispuestos a la insuficiencia renal y/o los problemas urinarios de cálculos.
Y por último, no hay que olvidar que la misma atención y escrutinio se necesita con las golosinas y premios que se le den al perro. Muchas golosinas contienen una combinación poco saludable de purinas con un contenido deficiente de subproductos de carne o de levadura, así como conservantes químicos, sal añadida, y otros ingredientes innecesarios. Hay que evitar las sobras de la mesa tanto como sea posible, ya que son altas en contenido de purinas y con niveles excesivos de sal, lo que puede afectar negativamente el equilibrio del pH en la orina de su dálmata, dando lugar a la formación de cálculos.

## Genética

### Genética del color del pelaje

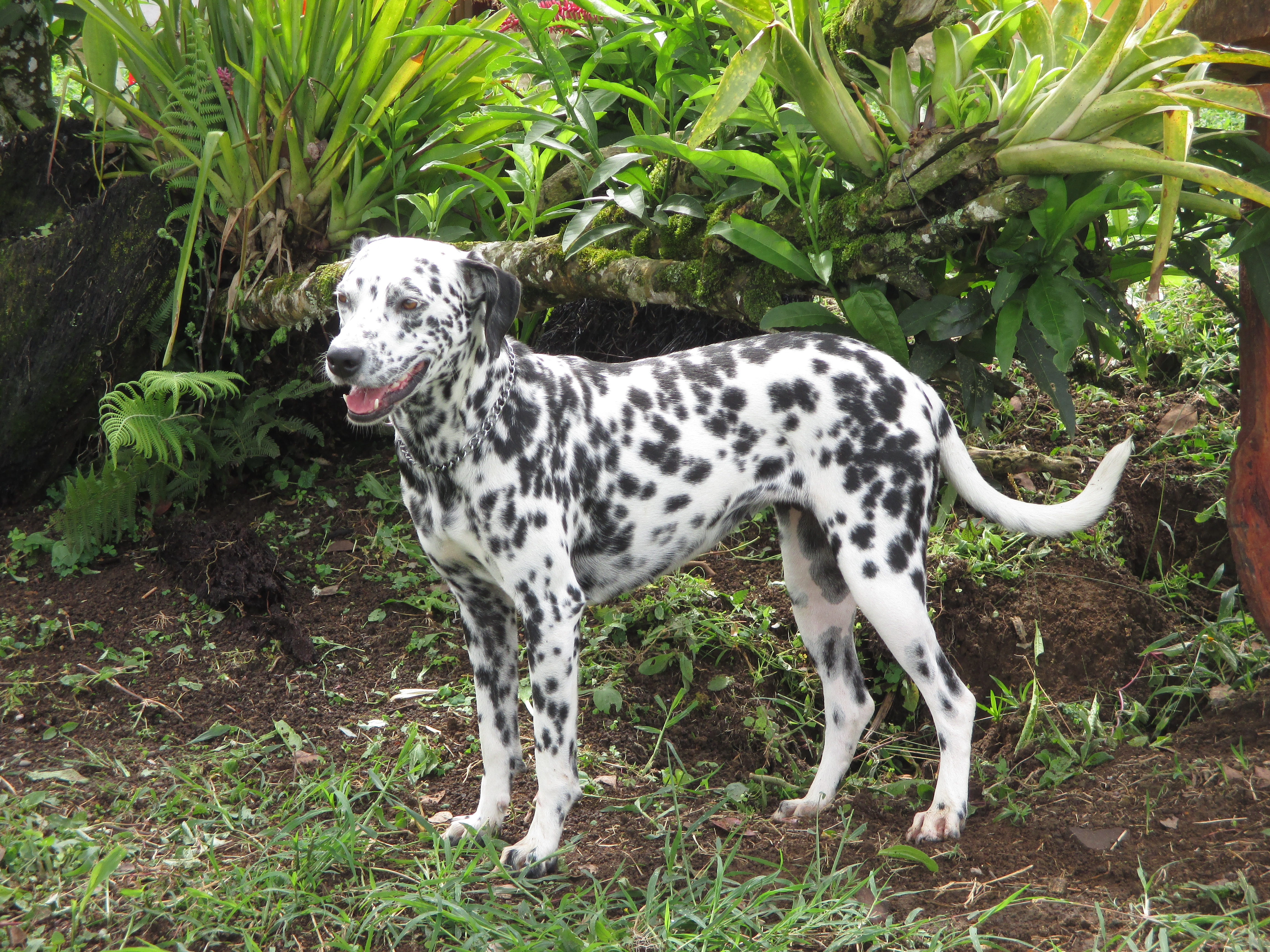
Manchas del dálmata

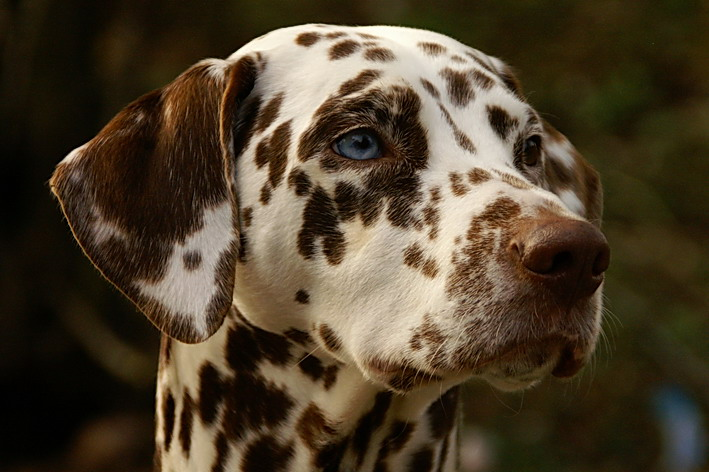
Cabeza de ejemplar adulto de color hígado con un ojo azul

Al contrario de lo que parece, genéticamente el color del pelaje del dálmata está formado por “una capa homogénea de color negro (o marrón) y grandes manchas blancas”.
Esto se debe a que el alelo sw (del “locus S”) determina la producción de un patrón de manchas blancas que enmascara la expresión del color homogéneo (del “locus B”).
Para comprenderlo mejor, veamos parte del genotipo del color del pelaje de los dálmatas:
- Negro AsAs B_ D_ E_ swsw Tt
- Marrón AsAs bb D_ E_ swsw Tt

Y, a continuación, qué factor determina cada uno de los locus y sus alelos:
- Responsables de las coloraciones básicas:
  - Locus A (Agouti) – Patrón de pigmento oscuro. Controla la distribución relativa del pigmento oscuro y claro
    - As (oscuro): permite la distribución del color oscuro en todo el cuerpo

  - Locus E (Extensión/Extensión) – Extensión. Extensión del negro
    - E: permite la formación de pigmento negro o marrón en todo el cuerpo

- Modificadores de los patrones básicos
  - Locus B (Black-Brown) – Pigmento Negro-Marrón
    - B: produce color negro en pelo, nariz, rímel y almohadillas
    - b: debilita el color a marrón (chocolate-hígado) sin pelos negros

  - Locus D (Disolución/Dilution) – Disolución de Pigmento. Densidad y dilución de pigmentos
    - D: pigmento intenso-denso

  - Locus S (Blanco/White) – Patrón Manchas Blancas
    - sw: Pío Extremo. Gran extensión de manchas blancas en todo el cuerpo

  - Locus T (Salpicado/Ticking) – Patrón moteado o punteado. Muestra el pigmento sobre manchas blancas (locus S).
    - T: manchas pigmentadas sobre blanco

Nótese que esta raza posee un genotipo AAE_, lo que permite la formación de un pelaje homogéneo, que será negro si está presente el genotipo dominante B_ (BB o Bb) o marrón (llamado hígado) si está presente el genotipo bb.
Por tanto, podemos tener tre genotipos posibles, en los que el alelo B (negro) es dominante sobre el alelo b:
- BB: expresa color negro
- Bb: expresa color negro (dominancia B sobre b)
- bb: expresa color marrón (hígado)

Estos son los diferentes porcentajes de color que podemos obtener en las camadas, dependiendo de la carga genética de los padres:
1. BB × BB = 100 % BB (negros). Esta combinación en la que ambos progenitores son negros puros, dará como resultado, que todos los cachorros de la camada, serán a su vez negro puro (BB).
2. BB × Bb = 50 % BB + 50 % Bb. Uno de los progenitores es negro puro, en cambio el otro progenitor, aun siendo de capa negra, porta el alelo recesivo b. Como resultado se obtendría una camada de manto negro y blanco por entera, pero con la salvedad de que el 50 % de los cachorros serían negros puro (BB). Y el otro 50 % de la camada serían también negros, pero portadores del alelo recesivo b para el color hígado (Bb).
3. Bb × Bb = 25 % BB + 50 % Bb + 25 % bb. Ambos progenitores aun siendo de capa negra, portan el alelo recesivo b. Como resultado obtendríamos camadas formadas por un 75 % de cachorros de manchas negras y un 25 % de manchas hígado. Pero de los cachorros de manchas negras: un 25 % serían negros puros (BB), y un 50 % portarían el alelo del color hígado (Bb). Y por otro lado obtendríamos un 25 % de cachorros de manchas marrones (bb).
4. BB × bb = 100 % Bb. Se cruzarían un individuo de manchas negras puro con uno de manchas hígado. Todos los cachorros de la camada serían negros pero portadores del alelo b (Bb).
5. Bb × bb = 50 % Bb + 50 % bb. Cruzando a un individuo de manchas negras portador del alelo b con uno hígado. El 50% de los cachorros nacerán con manchas negras, aunque portarán el alelo b, y el otro 50 % de los cachorros tendrá manchas hígado y tendrán el genotipo bb.
6. bb × bb = 100 % bb (marrón o hígado). En este último caso, ambos progenitores tienen capa hígado, y como quiera que el gen del dominante no se encuentra en ninguno de los dos genotipos, el 100 % de la camada tendrá las manchas hígado.

Por último, señalar que es posible saber mediante un análisis genético, qué individuos son negros homocigóticos y cuales heterocigóticos. Aunque la forma más sencilla, es esperar a ver si en combinación con un ejemplar hígado, hay cachorros también con las manchas de este color. Si por el contrario, todos los componentes de esa pareja son negros, eso sería indicativo de que dicho ejemplar de manchas negras es homocigótico y con genotipo BB.

## Valoración en el mercado
Los ejemplares más valorados son los que tienen un moteado simétrico en todo el cuerpo, bien definido y sin entremezclarse en el color de fondo blanco. El tamaño de las manchas preferiblemente debe ser uniforme, con un tamaño de 2 a 3 cm de diámetro. Las manchas en la cabeza y en las piernas deben ser más pequeñas que en el resto del cuerpo. Las salpicaduras en el cuerpo no son deseables. Las manchas no deben mezclarse formando grandes manchas. Los parches y las áreas de color no son deseables. Las manchas en las orejas deben ser especialmente notables. Los ejemplares con cola moteada son más valorados.